# I'mperfect
『i'mperfect』（インパーフェクト）は、凛として時雨が2013年4月10日にソニー・ミュージックアソシエイテッドレコーズから発売された、5枚目のスタジオアルバムである。前作『still a Sigure virgin?』から約2年半ぶりのリリースとなった。本作は海外でもパッケージでのリリースが予定されており、同年4月26日に台湾。6月24日にはイギリスの日本のロック専門レーベル「JPU Records」から欧州全域でリリースされ、時雨としては初の海外でのリリースとなる。

## プロモーション
2013年3月14日の23時より、UstreamとYouTube上の生放送にて収録曲「Beautiful Circus」の音源が初公開された。アーカイブ放送は無く、1度限りの放送となった。同月29日には同様の形式で、フカツマサカズがディレクターを務めた「Beautiful Circus」のミュージックビデオが公開された。4月3日、時雨のYouTube公式チャンネルにて「Beautiful Circus」のミュージックビデオのショートバージョンが公開。同日午前5時より、着うたで先行配信された。
2013年4月10日の12時から36時間限定でソニーミュージックのオフィシャルウェブサイト上にて「abnormalize」「Beautiful Circus」のミュージックビデオがフルコーラスで配信された。
2013年4月13日から放送される、スペースシャワーTV『V.I.P.』に時雨として初抜擢。TKのインタビューや、アルバム製作時のドキュメンタリー映像などが放送される。それに伴い、TKが書き下ろしたオリジナルのIDが製作され、時雨のYouTube公式チャンネルにもアップされた。また、番組内ではフカツマサカズがディレクターを務めた「Metamorphose」のミュージックビデオが初公開、スペースシャワーTV独占でオンエアされる。
リットーミュージックから刊行されている『ギター・マガジン』、『ベース・マガジン』、『リズム&ドラム・マガジン』の2013年5月号を、TK、345、ピエール中野がそれぞれ表紙を飾った。なお同3誌を同一バンドで同時に表紙を飾ったのはビートルズとレッド・ホット・チリ・ペッパーズのみで、時雨は史上3組目となり国内のバンドでは初となる。
2013年4月17日、テレビ東京系列『ロック兄弟』にピエール中野が出演した。

### ライブ・ツアー
2013年4月29日から東京・Zepp DiverCityを皮切りに約1年半ぶりとなる全国ツアー「Dear Perfect」が10都市10公演で行われる。なお、同年6月28日に凛として時雨の結成10周年を記念して開催される事が既に発表されていた日本武道館でのライブは当ツアーのファイナルとして控える事となった。4月14日、ツアーの一環として6月22日に台湾でのワンマンライブが発表。時雨としては初の海外ワンマンライブとなる。

### シングル
2012年11月14日、「abnormalize」がリリース。同年10月11日からフジテレビ系列ノイタミナ枠で放送が開始されたテレビアニメ『PSYCHO-PASS サイコパス』のオープニング曲用に書き下ろされ、「make up syndrome」はそのカップリングとして収録された。なお、「make up syndrome」はアルバム収録にあたって再編曲が施されている。

## 収録曲
| 全作詞・作曲: TK。 |                                 |       |            |      |
| #                  | タイトル                        | 作詞  | 作曲・編曲 | 時間 |
| 1.                 | 「Beautiful Circus」            | TK    | TK         | 3:16 |
| 2.                 | 「abnormalize」                 | TK    | TK         | 3:36 |
| 3.                 | 「Metamorphose」                | TK    | TK         | 3:26 |
| 4.                 | 「Filmsick Mystery」            | TK    | TK         | 3:43 |
| 5.                 | 「Sitai miss me」               | TK    | TK         | 4:00 |
| 6.                 | 「make up syndrome」(album mix) | TK    | TK         | 4:02 |
| 7.                 | 「MONSTER」                     | TK    | TK         | 3:40 |
| 8.                 | 「キミトオク」                  | TK    | TK         | 4:54 |
| 9.                 | 「Missing ling」                | TK    | TK         | 6:54 |
| 合計時間:          | 合計時間:                       | 37:38 |            |      |

## 発売日
| 国   | 発売日        | レーベル                                     |
| ---- | ------------- | -------------------------------------------- |
| 日本 | 2013年4月10日 | ソニー・ミュージックアソシエイテッドレコーズ |
| 台湾 | 2013年4月26日 | ソニー・ミュージック                         |
| 欧州 | 2013年6月24日 | JPUレコーズ                                  |